# Saison 2001-2002 du LOSC Lille Métropole
Maillots
Chronologie
Saison précédente Saison suivante
La saison 2001-2002 du LOSC Lille Métropole est la quarante-deuxième saison du club nordiste en première division du championnat de France, la deuxième consécutive au sein de l'élite du football français. Le LOSC participe également pour la première fois à une compétition européenne, la Ligue des Champions.

## Compétitions

### Championnat
La saison 2001-2002 de Ligue 1 est la soixante-quatrième édition du championnat de France de football et la dernière sous l'appellation « Division 1 ». La division oppose dix-huit clubs en une série de trente-quatre rencontres. Les meilleurs de ce championnat se qualifient pour les coupes d'Europe que sont la Ligue des Champions (le podium) et la Coupe UEFA (voir la section consacrée sur les qualifications pour les coupes d'Europe).
Trois équipes sont promues de Division 2, Sochaux, champion de Division 2 la saison précédente, Lorient et Montpellier
C'est la première saison de Francis Graille en tant que président, en remplacement de Luc Dayan. Un changement causé par un conflit entre les deux hommes qui se partageait le commandement du club jusqu'alors. C'est aussi la dernière année de Vahid Halilhodžić à la tête de l'équipe.
Le LOSC se hisse en tête du championnat au bout de la 10e journée, mais ne la conservera qu'une seule fois et laissera la première place à Lens qui restera devant jusqu'à la 34e et ultime journée. Mais la défaite des voisins sang et or à Lyon lors de la "finale du Championnat" les privera d'un second titre au profit de l'Olympique lyonnais
Le LOSC battant par ailleurs le futur champion 2-0 le 16 mars 2002 à Grimonprez-Jooris lors de la 29e journée avec des buts de Bruno Cheyrou et Philippe Brunel

### Ligue des Champions
À la suite de sa troisième place lors de la saison précédente, Lille est qualifié pour le troisième tour préliminaire de la Ligue des Champions. Ainsi le LOSC doit affronter Parme afin de se qualifier pour les phases de groupes de la compétition.
Lille réalise l'un des plus grands exploit de son histoire en allant battre les italiens au stade Ennio Tardini lors du match aller le 8 août 2001 2-0, grâce à un but de Salaheddine Bassir sur un centre-tir de Christophe Landrin et un coup franc surpuissant de Johnny Ecker. Le match retour se solde par une défaite 0-1 mais permet au LOSC de se qualifier. Cette rencontre est restée dans la mémoire de tous les spectateurs présent au stade Grimonprez-Jooris ce jour-là. Les lillois héroïques, soutenus par un public en feu, repoussants tous les assauts des joueurs parmesans.
| Troisième tour de qualification, Aller | Parma | 0 - 2   | LOSC                   | Ennio Tardini Parme                      |                                          |
| 8 août 2001 21h00                      |       | (0 - 0) | Bassir 47e · Ecker 80e | Arbitrage : Juan Antonio Fernandez Marin | Arbitrage : Juan Antonio Fernandez Marin |

| Troisième tour de qualification, Retour | LOSC | 0 - 1   | Parma       | Grimonprez-Jooris Lille |                         |
| 22 août 2001 20h45                      |      | (0 - 1) | Sensini 30e | Arbitrage : Graham Poll | Arbitrage : Graham Poll |

Grimonprez-Jooris n'étant pas homologué pour la phase finale de la compétition, le LOSC doit recevoir au stade Bollaert. Le tirage au sort prévoit la réception de La Corogne lors de la première journée, mais les attentats du 11 septembre 2001 entraîneront le report de cette rencontre. Par conséquent les lillois débutent dans la compétition lors d'un déplacement à Old Trafford où ils s'inclinent sur un but à la dernière minute de David Beckham.
| 2e journée              | Manchester United FC | 1 - 0   | Lille OSC | Old Trafford Manchester                            |                                                    |
| 18 septembre 2001 20h45 | Beckham 90e          | (0 - 0) |           | Spectateurs : 64 827 Arbitrage : Rene H.J. Temmink | Spectateurs : 64 827 Arbitrage : Rene H.J. Temmink |

| 3e journée              | Lille OSC                                    | 3 - 1   | Olympiakos           | Stade Félix-Bollaert Lens                      |                                                |
| 25 septembre 2001 20h45 | Bakari 33e · Br. Cheyrou 44e · Tafforeau 79e | (2 - 0) | 90+1e Giannakopoulos | Spectateurs : 37 000 Arbitrage : Stuart Dougal | Spectateurs : 37 000 Arbitrage : Stuart Dougal |

| 1re journée           | Lille OSC   | 1 - 1   | Deportivo La Corogne | Stade Félix-Bollaert Lens                        |                                                  |
| 10 octobre 2001 20h45 | Olufadé 87e | (0 - 0) | 49e Valerón          | Spectateurs : 37 033 Arbitrage : Claus Bo Larsen | Spectateurs : 37 033 Arbitrage : Claus Bo Larsen |

| 4e journée            | Olympiakos                    | 2 - 1   | Lille OSC  | Stade Spiros Louis Athènes                           |                                                      |
| 17 octobre 2001 20h45 | Alexandris 53e · Niniadis 64e | (0 - 1) | 38e Bassir | Spectateurs : 35 000 Arbitrage : Alfredo Trentalange | Spectateurs : 35 000 Arbitrage : Alfredo Trentalange |

| 5e journée            | Deportivo La Corogne | 1 - 1   | Lille OSC              | Riazor La Corogne                             |                                               |
| 23 octobre 2001 20h45 | Tristán 14e (pen.)   | (1 - 1) | 20e (pen.) Br. Cheyrou | Spectateurs : 30 000 Arbitrage : Lubos Michel | Spectateurs : 30 000 Arbitrage : Lubos Michel |

| 6e journée            | Lille OSC       | 1 - 1   | Manchester United FC | Stade Félix-Bollaert Lens                  |                                            |
| 31 octobre 2001 20h45 | Br. Cheyrou 65e | (0 - 1) | 6e Solskjær          | Spectateurs : 35 000 Arbitrage : Urs Meier | Spectateurs : 35 000 Arbitrage : Urs Meier |

| Rang | Équipe               | Pts | J | G | N | P | Bp | Bc | Diff |  | Résultats (▼ dom., ► ext.) |     |     |     |     |
| ---- | -------------------- | --- | - | - | - | - | -- | -- | ---- |  | -------------------------- | --- | --- | --- | --- |
| 1    | Deportivo La Corogne | 10  | 6 | 2 | 4 | 0 | 10 | 8  | +2   |  | Deportivo La Corogne       |     | 2-1 | 1-1 | 2-2 |
| 2    | Manchester United FC | 10  | 6 | 3 | 1 | 2 | 10 | 6  | +4   |  | Manchester United FC       | 2-3 |     | 1-0 | 3-0 |
| 3    | Lille OSC            | 6   | 6 | 1 | 3 | 2 | 7  | 7  | 0    |  | Lille OSC                  | 1-1 | 1-1 |     | 3-1 |
| 4    | Olympiakos           | 5   | 6 | 1 | 2 | 3 | 6  | 12 | -6   |  | Olympiakos                 | 1-1 | 0-2 | 2-1 |     |

Terminant troisième de son groupe, le LOSC est reversé en coupe de l'UEFA.

### Coupe UEFA
| Troisième tour, Aller  | ACF Fiorentina | 0 - 1   | LOSC       | Stadio Artemio Franchi Florence    |                                    |
| 22 novembre 2001 20h45 |                | (0 - 1) | Bakari 24e | Arbitrage : Manuel Mejuto González | Arbitrage : Manuel Mejuto González |

| Troisième tour, Retour | LOSC                         | 2 - 0   | ACF Fiorentina | Grimonprez-Jooris Lille    |                            |
| 6 décembre 2001 19h00  | Cheyrou 32e · Sterjovski 78e | (1 - 0) |                | Arbitrage : Herbert Fandel | Arbitrage : Herbert Fandel |

Le LOSC est éliminé par le futur finaliste en n'ayant pas perdu un seul match de la compétition.
| Huitièmes de finale, Aller | LOSC       | 1 - 1   | Dortmund     | Grimonprez-Jooris Lille          |                                  |
| 21 février 2002 20h45      | Bassir 72e | (0 - 0) | Ewerthon 67e | Arbitrage : Arturo Dauden Ibañez | Arbitrage : Arturo Dauden Ibañez |

| Huitièmes de finale, Retour | Dortmund | 0 - 0   | LOSC | BVB Station Dortmund Dortmund |                              |
| 28 février 2002 20h30       |          | (0 - 0) |      | Arbitrage : Domenico Messina  | Arbitrage : Domenico Messina |